# Cryptotis hondurensis
Cryptotis hondurensis är en däggdjursart som beskrevs av Neal Woodman och Timm 1992. Cryptotis hondurensis ingår i släktet pygménäbbmöss, och familjen näbbmöss. Inga underarter finns listade i Catalogue of Life. Före 1992 infogades populationen i Cryptotis gracilis.

## Utseende
Arten är med en kroppslängd (huvud och bål) av 55 till 64 mm och en svanslängd av 27 till 29 mm liten inom släktet. Den har 11 till 13 mm långa bakfötter och saknar yttre öron. Ovansidan är täckt av svartbrun päls med hår som vid stjärten är 4 till 5 mm långa. Undersidans päls har en brun färg och svansen blir fram till spetsen smalare. Cryptotis parva har en mer medelbrun päls och en kortare svans. Den likaså i samma region levande Cryptotis merriami har en inte lika spetsig svansspets.

## Utbredning och ekologi
Arten är bara känd från en liten region i Honduras men den förekommer kanske i angränsande stater. Individer upptäcktes vid 1700 meter över havet. Cryptotis hondurensis lever i kyliga barrskogar och blandskogar i bergstrakter.

## Hot
Antagligen påverkas beståndet av skogsröjningar och bekämpningsmedel. Populationens storlek är okänd. IUCN kategoriserar arten globalt som otillräckligt studerad.